# HC Dinamo Minsk
HC Dinamo Minsk (bjeloruski: Дынама-Мінск, ruski: Дина́мо-Минск) je bjeloruski hokejaški klub iz Minska. Klub je ponovo osnovan 2003. godine.

## Povijest
Klub je osnovan 1976. godine i 5 sezona je igrao u elitnoj diviziji sovjetskog hokeja gdje mu je najveći uspjeh bilo 10. mjesto u sezoni 1989. – 1990. Nakon raspada SSSR klub je 1993. preimenovan u Tivali Minsk i pod tim imenom je djelovao sve do 2000. godine. U tom periodu Tivali je osvojio 4 titule prvaka Bjelorusije (1993., 1994., 1995. i 2000.). Godine 2003. klub je ponovo obnovio svoj rad i vraćeno mu je staro ime Dinamo. Dana 26. ožujka 2008. uprava KHL lige je potvrdila sudjelovanje Dinama u ligi u okviru divizije Bobrov. U prvoj sezoni Dinamo je domaće utakmice igrao u Sportskom centru u Minsku, a od prosinca 2009. preselio se u novoizgrađenu Minsku arenu kapaciteta 15.000 mjesta. Prva sezona KHL lige je bila prilično neuspiješna za bjeloruski klub koji je nakon što je zamijenio tri trenera završio na 22. mjestu (od 24 ekipe). Sljedeće sezone ostvaren je nešto bolji rezultat plasmanom na 17. mjesto. Najveći uspjeh ostvaren je u sezoni 2010. – 2011. kada je po prvi put osiguran plasman u play-off. Velike zasluge za taj uspjeh imao je trener Marek Sýkora. Nova sezona trebala je počeli 8. rujna 2011. godine protiv Lokomotiva iz Jaroslavlja. Međutim, 7. rujna 2011., zrakoplov koji je prevozio momčad na utakmicu u Minsku srušio se ubrzo nakon polijetanja u Jaroslavlju, usmrtivši sve članove kluba koji su se nalazili u zrakoplovu, osim igrača Aleksandra Galimova i jednog člana posade u zrakoplovu. Aleksandar Galimov je 12. rujna 2011. preminuo u bolnici u Moskvi..

## Uspjesi

### Prvaci
Bjelorusija
- Bjeloruska Extraliga: (1): 2007.
- Bjeloruski Kup (2):  2005., 2006.

 BSSR
- BSSR liga: (2): 1968., 1970.

 Europa
- Spengler Kup (1): 2009.

### finalist
- Bjeloruska Extraliga (1):  2006.

## Vanjske poveznice
- Službene stranice[neaktivna poveznica] (rus.)